# Grevefejden
Grevefejden (danska: Grevens fejde) är det största inbördeskriget i Danmarks historia. Kriget utbröt 1534 då handelsstaden Lübeck efter Fredrik I:s död försökte öka sin makt i Norden genom att försöka återinsätta Kristian II på landets tron. Detta ledde till flera bonde- och borgaruppror, då Kristian II hade stort stöd bland allmogen i Danmark, där bland annat Köpenhamn och Malmö stödde den tidigare kungen. Sitt namn fick fejden efter greve Kristofer av Oldenburg, som ledde Lübecks styrkor.
På andra sidan av konflikten stod den danska adeln och det högre prästståndet. De ville inte se Kristian II åter på landets tron, och därför stödde de i stället Fredrik I:s son, hertig Kristian (III). Inbördeskriget utspelade sig 1534–1536 och ledde till en seger för Kristian III, protestantismens införande och adelsväldets befästande i landet.

## Bakgrund
Vid 1500-talets början svepte en våg av reformism genom norra Europa i form av inte bara Martin Luthers protestantism utan även reformistisk katolicism. Denna sistnämnda form av reformism intresserade den dåvarande danske kungen Kristian II, vilket var något som ogillades av de katolska biskoparna i landet. Då flera av biskoparna hörde till de mäktigaste adelssläkterna i Danmark var även detta något som ogillades av aristokratin, liksom det faktum att Kristian II strävade efter en starkare kunglig centralmakt med hjälp av ofrälse ämbetsmän. Adeln och det högre prästerskapet, prelaterna, utropade därför i slutet av mars 1523 kungens farbror, Fredrik I, till kung och Kristian flydde till Nederländerna. Vid kungens kröning deklarerades att predikningar av kättare eller "Luthers disciplar" mot den romerska kyrkomakten inte skulle tolereras.
Utnämningen av Fredrik I ledde till flera oroligheter. Den svenske kungen, Gustav Vasa, utnyttjade tillfället genom ett försök till invasion av de danska provinserna, samtidigt som städerna Malmö och Köpenhamn fortfarande stödde Kristian II och belägrades av den danske kungens styrkor. De två städerna kapitulerade i början av 1524 och den 1 september samma år slöts ett avtal mellan Fredrik I och Gustav Vasa i Malmö som innebar att svenska styrkor drog sig tillbaka från Blekinge, men att Sverige fick behålla Bohuslän tills vidare. Den danska allmogen, borgarna och bönderna, hade däremot gynnats av Kristian II:s politik och flera bondeuppror bröt ut i landet. Länsmannen på Visborgs slott på Gotland, Søren Norby, som stödde Kristian II, tog tillfället i akt och skickade stöd till upproren. Tyge Krabbe, som av Fredrik I utnämnts till länsman för Helsingborgs slott, mötte upprorsarmén men var tvungen att dra sig tillbaka. Norby belägrade därefter Helsingborgs slott, men samtidigt lyckades en lybsk flotta skära av dennes försörjningslinjer från Gotland och förstärkningar från Själland skeppades över till Malmö. De nya styrkorna under Johan Rantzau förenades med Tyge Krabbes och den 28 april 1525 besegrades Norby utanför Lund i ett slag som utvecklade sig till en ren massaker på bondearmén. Han drog sig tillbaka till Landskrona, där han till slut kapitulerade. Under Fredrik I:s fortsatta styre fick högadeln tillsammans med hansestaden Lübeck allt större privilegier, vilket ökade dessas stöd för kungamakten.
Lübeck var inte längre så mäktigt som staden en gång varit. Den tiden var förbi när det var huvudstaden för hela Hansan. Redan i början av 1400-talet hade Hansastäderna vid Nordsjön söndrat sig från Östersjöstäderna, som ville hålla all handel på Östersjön för sig själva. Efter upptäckten av Amerika i slutet av 1400-talet förflyttades världshandeln västerut till förmån för städerna vid Atlanten. Lübeck hamnade nu i en avkrok av världen. Staden ansträngde sig desto mer för att behålla makten över de nordiska länderna, eftersom Lübecks välstånd nu hängde på det.
I augusti 1526 konverterade Fredrik I, som länge haft sympatier för reformkatolicismen, till lutherdomen. Det danska prästerskapet tvingades därefter göra många eftergifter och flera biskopar som insattes förbjöds att söka vigning i Rom. Evangelistiska predikanter fick tillåtelse att predika överallt och flera friförsamlingar skapades i de danska köpstäderna under kungens beskydd. I Malmö fick församlingarna stöd av borgmästarna Jörgen Kock och Jep Nielsen. År 1528 startades ett evangelistiskt boktryckeri i staden och Jörgen Kock fick kungens tillstånd att ta både gråbrödraklostret och svartbrödraklostret i besittning som stadens rådhus och sjukhus. Flera andra kloster tömdes runtom i ärkestiften runt 1530 och det var endast domkapitlet i Lund som bjöd motstånd; klostren i staden utrymdes inte förrän efter grevefejdens slut 1536.

## Inbördeskriget

Kristian II i fängelset på Sønderborgs slott av Carl Bloch (1871).

Hösten 1531 landsteg Kristian II med en nederländsk expeditionsstyrka i Norge med målet att återta makten i Norden. Detta misslyckades och Kristian fängslades på Sönderborgs slott på Als. De nordiska rikena hade i sin kamp mot Kristian II fått hjälp från Lübeck, som verkade för att nederländska köpmän skulle stängas ute från Östersjön. De danska och svenska rikena var däremot inte särskilt villiga att gå med på detta, utan utökade istället sitt samarbete med Nederländerna.
I april 1533 dog Fredrik I och de två tänkbara efterträdarna var kungens söner, hertig Kristian av Holstein och den minderårige prins Hans. Då hertig Kristian visat stort intresse för lutherdomen såg de konservativa biskoparna hellre att prins Hans blev kung. Det danska riksrådet beslöt därmed att valet av ny kung skulle uppskjutas och att man själv skulle regera i mellantiden. Inom den nya regeringen var det de konservativa bland prelaterna och adeln som snart tog över makten och verkade för att hela den danska kyrkoordningen skulle återföras under påvestolen i Rom. Ärkebiskop Torben Bille förklarade tillsammans med domkapitlet i Lund de evangeliska predikanterna som kättare, bannlyste dem och förklarade dem fredlösa. De flesta predikanter tvingades nu fly, men i Malmö åtnjöt de stadens styrandes beskydd. 

### Kriget bryter ut
Lübeck hade, bland annat genom den nye borgmästaren Jürgen Wullenwever, i mars 1533 samlat sina styrkor för ett anfall mot Nederländerna. I och med Fredrik I:s död lades detta dock på is och man försökte åter från Lübecks sida övertala de nordiska rikena att stänga ute holländarna. Då detta återigen misslyckades ändrade man kurs och försökte utnyttja det oroliga klimatet i Danmark för att återinsätta den bland allmogen folkkäre Kristian II som kung över ett nordiskt rike som styrdes från Lübeck. Den pressade situation som reformationens anhängare levde under gjorde att Malmös borgmästare Jörgen Kock följde utvecklingen med stort intresse och denne gick, tillsammans med Köpenhamns borgmästare Ambrosius Bogbinder, med på lybeckarnas sida. Som befälhavare för de lybska styrkorna utsågs greve Kristofer av Oldenburg, vars titel senare givit namn åt inbördeskriget. Även om Kristofers formella anledning att leda alliansen var att återinsätta sin syssling, Kristian II, på Danmarks tron, verkar Kristofers egen motivation ha varit att själv ta över den danska kronan.
Greve Kristofer bröt i maj 1534 in i södra Jylland, vilket fick det danska riksrådet att agera. Den jylländska adeln utsåg den 4 juni samma år hertig Kristian till kung och för att stärka försvaret av Danmarks västra delar skeppade riksrådet över ryttare från Skåne. Detta utnyttjade Jörgen Kock och han lät stänga Malmös portar. Ett uppbåd av stadens borgare intog Malmöhus slott och länsmannen togs till fånga. Greve Kristofer anlände snart efter med en lybsk flotta i Öresund och landsteg på Själland. I juli 1534 hyllades Kristofer som riksföreståndare av det själländska landstinget i Ringsted och månaden därpå svor den skåneländska adeln, efter förhandlingar ledda av Jörgen Kock, sin trohet till Kristofer å Kristian II:s vägnar. Även Fyn erövrades snart och Kristofer fortsatte till Jylland, där ett bondeuppror, till stöd för Kristian II, hade brutit ut. Kaparkaptenen Skeppar Clement, som tidigare tjänstgjort under Kristian II, ledde ett bondeuppror i Nordjylland, med bas i Ålborg. Ett stort antal herrgårdar i Nord- och Västjylland brändes ned. Dock var det även i Jylland som hertig Kristian hade samlat sina styrkor i väntan på motangrepp. De danska riksråden Niels Brock och Holger Rosenkrantz mötte Skeppar Clements bondearmé vid slaget vid Svenstrup den 16 oktober 1534, där adelsarmén led ett komplett nederlag. 
Den lybeckska alliansen, som bestod av konservativa präster, evangeliska borgare och gammaltroende adelsmän tillsammans med den radikala lybska stadsstyrelsen, fick däremot allt svårare att hålla samman. Lübeck hade närmat sig hertig Albrekt av Mecklenburg för att få ytterligare stöd och erbjöd honom den danska kronan i gengäld, något som ogillades skarpt av greve Kristofer. Den danska delen av alliansen fick å sin sida allt mindre inflytande och den danska befolkningen, både borgerskap samt kloster och sockenkyrkor, plågades av extra skatter för att finansiera kriget. Prelaterna och högadeln tvingades även ge stora penninglån till Lübeck.

### Sverige ger sig in i konflikten

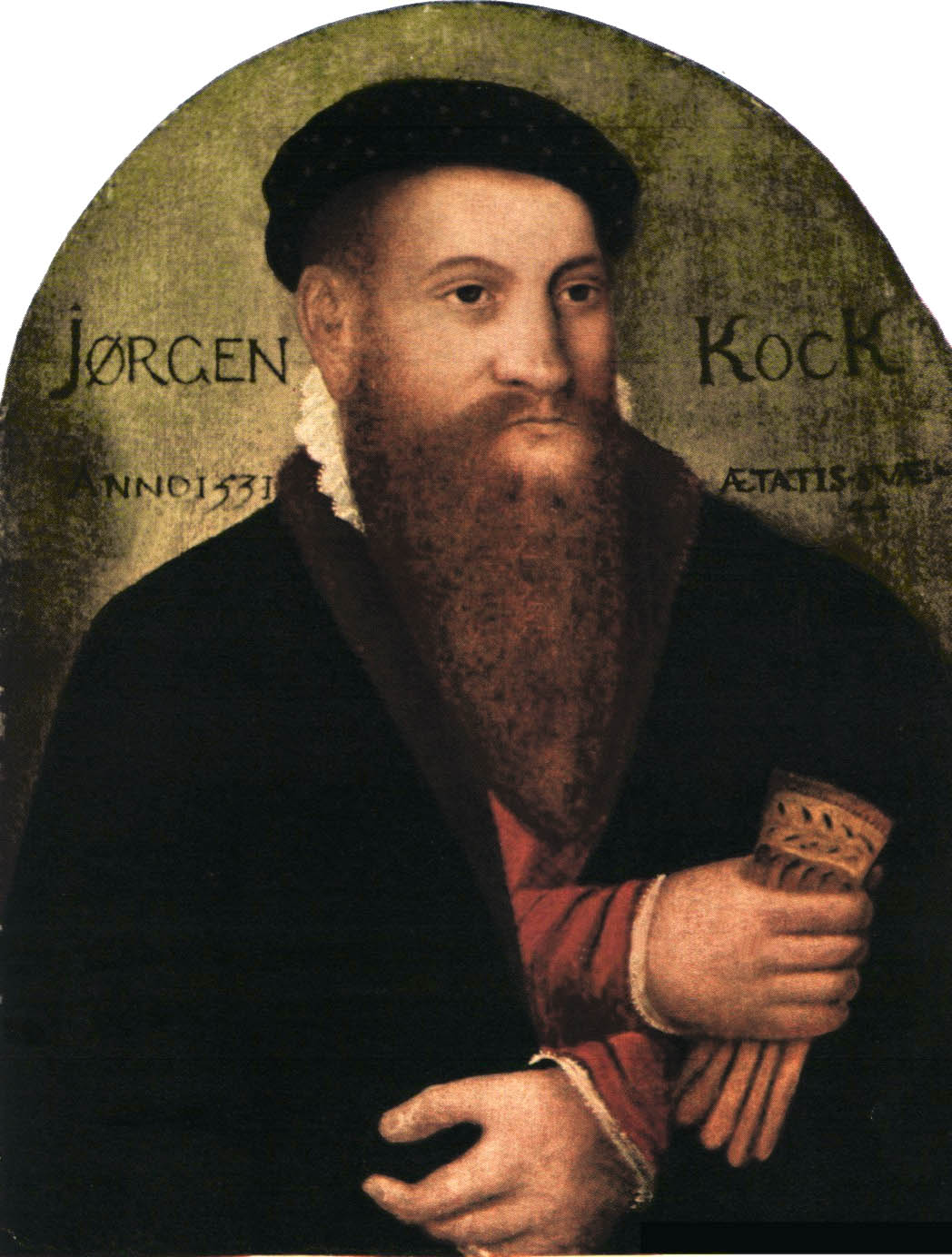
Jörgen Kock.

Gustav Vasa och Kristian III hade nu fått en gemensam fiende i Lübeck och enades mot hansestaden i ett förbund. Vid underrättelsen om detta gav sig stämningen i Lübeck uttryck i följande ord, som finnas antecknade på ett utdrag ur den svensk-danska överenskommelsen, vilket sändes till hansestaden Rostock: "Här följer ett utdrag av det förbund som de okristliga skälmarna och bovarna riksrådet i Danmark och Norge gjort med tyrannen och blodhunden konungen i Sverige."
Gustav Vasa, som inte ville se Kristian II åter på Danmarks tron, sände i oktober 1534 en svensk styrka under ledning av den nyutnämnda fältöversten Lars Siggesson Sparre till Halland, där Halmstad intogs och Varbergs fästning belägrades. Lars Siggesson (Sparre) utsågs till fältmarskalk och Erik Fleming till amiral. En mecklenburgsk kår under greve Johan av Hoya anlände snart till Skåne för att försvara den skånska gränsen mot Sverige och tillsammans med lybska trupper och borgare från Malmö och Landskrona drog man in i Halland. Flera av Skånelandskapens adel och prelater, som var bland dem som svor trohet åt greve Kristofer 1534, var missnöjda med de tyska invasionerna och ett uppbåd av adelstrupper samlades vid Ängelholm, varefter de tog kontakt med den svenska armén. Tillsammans kom man i början av 1535 överens om att stödja hertig Kristian.
Johan av Hoyas styrka misslyckades att inta Halmstad och ryckte därför söderut mot Helsingborg med den svenska armén efter sig. Även den skåneländska styrkan, som hade marscherat mot Vä, drog sig mot Helsingborg. Johan av Hoyas borgararmé, som leddes av Markus Meyer och Jörgen Kock tog kontakt med länsherren, Tyge Krabbe, för att försäkra sig om dennes lojalitet och att de därigenom kunde lita på understöd från slottets kanoner. Då de ansåg sig nöjda med svaret att Krabbe stod "på de förbundnas sida" tog de ställning utanför slottets murar i väntan på den svenskstödda adelsarmén. Då adelsarmén närmade sig slottet på morgonen den 13 januari öppnade slottets kanoner eld, men salvorna slog ner mitt bland borgararmén, då Krabbe i hemlighet hade allierat sig med sina adelsfränder. Detta ledde till stor panik inom borgararmén som snart grundligt kunde besegras. Jörgen Kock lyckades rädda sig undan slakten genom att ta sig över sundet i en roddbåt. Danmark öster om Öresund, förutom Malmö och Landskrona, var nu under hertig Kristians kontroll.

### Framgångar för hertig Kristian

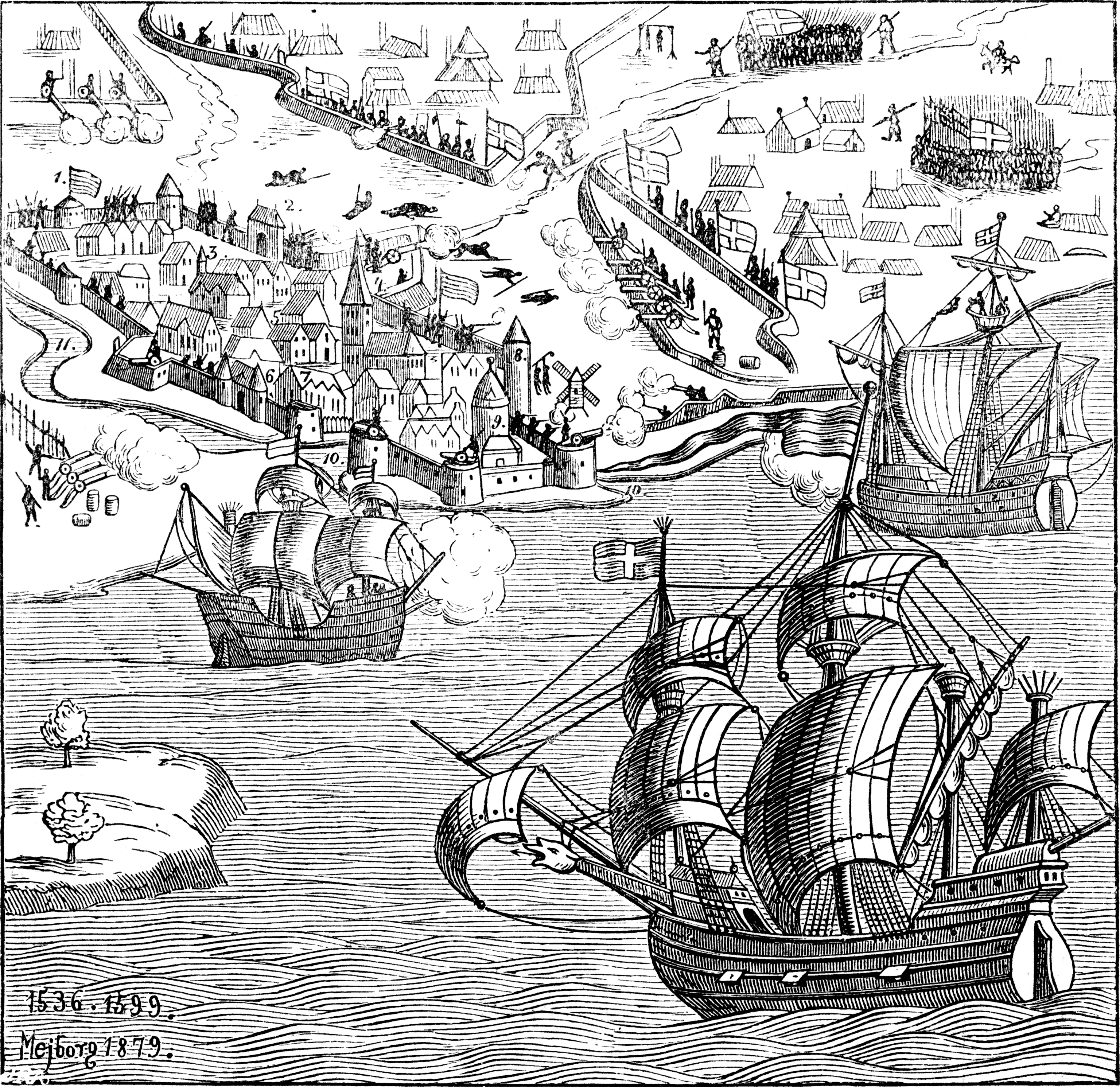
Belägringen av Köpenhamn 1535–1536. Xylografi från 1879 baserat på ett kopparstick från 1599.

I Jylland samlade hertig Kristian sina anhängare under befälhavaren Johan Rantzau. Rantzaus legotrupper kväste i december 1534 bondeupproret på Jylland genom stormningen av Ålborg. Skeppar Clement undkom sårad, men kunde senare infångas. Han avrättades 1536. Fler framgångar följde för hertig Kristian sommaren 1535. Den lybska flottan besegrades av en dansk-svensk flotta utanför Bornholm den 9 juni. Johan Rantzau hade efter Ålborg förflyttat sig till Fyn, där de sista resterna av greve Kristofers armé samlats. Trupperna möttes i slaget vid Öxnebjerg, som utspelade sig på en backe 10 km söder om Assens, och grevens styrkor besegrades slutgiltigt. Vid slaget sårades även båda grevens befälhavare, Johan av Hoya och Gustav Trolle dödligt.
Kristian hade nu kontroll över hela Danmark, med undantag för Köpenhamn, Malmö, Landskrona och Varberg. Varberg hade intagits av den tillfångatagne befälhavaren Marcus Meyer, som internerats på fästningen, men som med hjälp av grevetrogna knektar kunnat ta kontroll över slottet. En belägring hade inletts men eftersom man inte kunde blockera fästningen från sjösidan hade den liten effekt. När den lybska flottan besegrats vid Bornholm kunde däremot alla de kvarvarande städerna blockeras även från sjösidan. I Köpenhamn var greve Kristofer och hertig Albrekt instängda med de sista resterna av sina trupper. Under belägringen av Köpenhamn tog hertig Kristian emot Skånelandskapens adel i sitt läger utanför staden, där han försäkrade att han vid sin kröning skulle bekräfta adelns privilegier, och han hyllades som kung på Skånes landsting den 18 augusti 1535. Landskrona kapitulerade i oktober 1535 och sedan Wullenwever avsatts som borgmästare i Lübeck i augusti kunde man påbörja fredsförhandlingar parterna emellan och ett avtal slöts i Hamburg i februari 1536. Med beskedet om fredsavtalet kapitulerade slutligen borgerskapet i Malmö och när manskap och artilleri från belägringen av staden kunde användas för att förstärka styrkorna vid Varberg, gav Meyer upp i slutet av maj. Köpenhamn höll däremot stånd fram till den 29 juli 1536 då Kristian III slutligen kunde tåga in i staden som kung över hela Danmark. Greve Kristofer och hertig Albrekt avsade sig sina anspråk på den danska kronan och utvisades från landet.

## Efterspel
Efter intåget i Köpenhamn greps natten till den 12 augusti ärkebiskopen Torben Bille tillsammans med två andra biskopar som befann sig i staden vid tidpunkten. Även rikets övriga biskopar greps runt om i landet. Kungen kallade till en herredag i Köpenhamn den 20 oktober 1536 och vid denna beslutades att biskoparna skulle avsättas och deras gods skulle dras in och tillhöra kronan. Domkapitlen och klostren fick fortsätta sin verksamhet till dess att de reformerats. Klostrens munkar fick lämna klostren, men valde de att stanna skulle de predika evangeliska texter. Kristian III begärde även att riksråden skulle försäkra att ingen framtida biskop skulle få utöva världslig makt i Danmark. Vidare krävde han att sju riksråd, som alla var skåningar, skulle skriva särskilda förpliktelsebrev där det svor kungen trohet. Detta på grund av hur den skånska adeln bytt sida under fejden.
Efter herredagen verkade Kristian III för att organisera en furstestyrd nationalkyrka, som stod självständig från påvestolen i Rom och den katolska kyrkan. En ny kyrkoordning utarbetades på kungens order 1537 och kunde genomföras i slutgiltig form 1539. Biskoparna ersattes som stiftschefer av superintendenter, en titel som dock blev kortvarig och snart återgick man till benämningen biskop. Dessa skulle utnämnas av kungen och de skulle inte få tjäna några större inkomster. Sockenprästerna ålades att predika evangelium och menigheten skulle uppfostras i den evangeliska läran. Katekesundervisning infördes för barn och utfördes av klockarna. Därmed hade reformationen till fullo genomförts i Danmark.
Den gemensamma faran hade för ett ögonblick förenat Nordens båda kungar. Men de skildes från kriget med ömsesidigt misstroende. Framför allt stördes sämjan av att Gustav Vasa inte fick tillbaka de pengar han hade lånat ut till Kristian III. Även andra tvistefrågor uppstod. En dansk delegation, som kom till Sverige vid krigets slut, möttes av hårda ord från Gustav Vasa. Han klagade över att han inte möttes med någon tacksamhet för den hjälp han hade gett Danmark, över att Berend von Melen och andra "trolösa, förtvivlade skälmar och böswichtar" som flytt från Sverige hade funnit skydd i Danmark, och att det som kungen i Danmark lovade var "idel finantser och bedrägeri". I Danmark blev man upprörd över detta bemötande och man befarade till och med ett krigsutbrott. Men man ville inte låta det gå så långt på någondera sidan. Till slut betalade den danska regeringen tillbaka sin skuldsumma, och därefter förbättrades relationen igen. Det var dock fortfarande, som Per Brahe uttryckte det, "halvgrått emellan båda konungarna". Slutligen kom Gustav och Kristian III överens om ett försonings- och förbundsmöte som hölls på hösten 1541 vid Brömsebäck, på gränsen mellan Småland och Blekinge, som vid denna tid var danskt. Ett fördrag uppsattes och undertecknades, enligt vilket Nordens tre riken ingick anfalls- och försvarsförbund på 50 år.